# Scarpa d'oro 2013
La Scarpa d'oro 2013 è il riconoscimento calcistico che è stato assegnato al miglior marcatore in Europa tenendo conto delle marcature messe a segno nel rispettivo campionato e del Coefficiente UEFA nella stagione sportiva 2012-2013 e/o nella stagione 2012 per i campionati che si svolgono nell'anno solare. Il premio è stato assegnato a Lionel Messi del Futbol Club Barcelona autore di 46 marcature.

## Classifica finale[1]
| Pos | Campionato       | Nome               | Squadra                         | Gol  | C-UEFA | Pti  |
| --- | ---------------- | ------------------ | ------------------------------- | ---- | ------ | ---- |
| 1   | Primera División | Lionel Messi       | Futbol Club Barcelona           | 46   | x2     | 92   |
| 2   | Primera División | Cristiano Ronaldo  | Real Madrid                     | 34   | x2     | 68   |
| 3   | Serie A          | Edinson Cavani     | Napoli                          | 29   | x2     | 58   |
| 4   | Primera División | Radamel Falcao     | Atlético Madrid                 | 28   | x2     | 56   |
| 5   | Primeira Liga    | Jackson Martínez   | Porto                           | 26   | x2     | 52   |
| 5   | Premier League   | Robin van Persie   | Manchester Utd                  | 26   | x2     | 52   |
| 7   | Bundesliga       | Stefan Kießling    | Bayer Leverkusen                | 25   | x2     | 50   |
| 7   | Primera División | Álvaro Negredo     | Siviglia                        | 25   | x2     | 50   |
| 9   | Bundesliga       | Philipp Hosiner    | Admira Wacker M. Austria Vienna | 5 27 | x1,5   | 48   |
| 9   | Bundesliga       | Robert Lewandowski | Borussia Dortmund               | 24   | x2     | 48   |
| 9   | Primera División | Roberto Soldado    | Valencia                        | 24   | x2     | 48   |
| 12  | Eredivisie       | Wilfried Bony      | Vitesse                         | 31   | x1,5   | 46,5 |
| 13  | Serie A          | Antonio Di Natale  | Udinese                         | 23   | x2     | 46   |
| 13  | Premier League   | Luis Suárez        | Liverpool                       | 23   | x2     | 46   |
| 15  | Ligue 1          | Zlatan Ibrahimović | Paris Saint-Germain             | 30   | x1,5   | 45   |
| 16  | Premier League   | Gareth Bale        | Tottenham                       | 21   | x2     | 42   |
| 17  | Eredivisie       | Graziano Pellè     | Feyenoord                       | 27   | x1,5   | 40,5 |
| 18  | Primeira Liga    | Lima               | Benfica                         | 20   | x2     | 40   |

## Attribuzione del coefficiente UEFA
- Per i campionati che si trovano dal 1º al 5º posto del coefficiente UEFA i gol del giocatore vanno moltiplicati per 2 (Inghilterra, Spagna, Germania, Italia, Portogallo).
- Per i campionati che si trovano dal 6º al 21º posto del coefficiente UEFA i gol del giocatore vanno moltiplicati per 1,5 (Francia, Russia, Paesi Bassi, Ucraina, Grecia, Turchia, Belgio, Danimarca, Svizzera, Austria, Cipro, Israele, Scozia, Repubblica Ceca, Polonia, Croazia).
- Per i campionati che si trovano dal 22º posto in giù del coefficiente UEFA i gol del giocatore vanno moltiplicati per 1.[2]